# Schoonebeeker Heideschaf

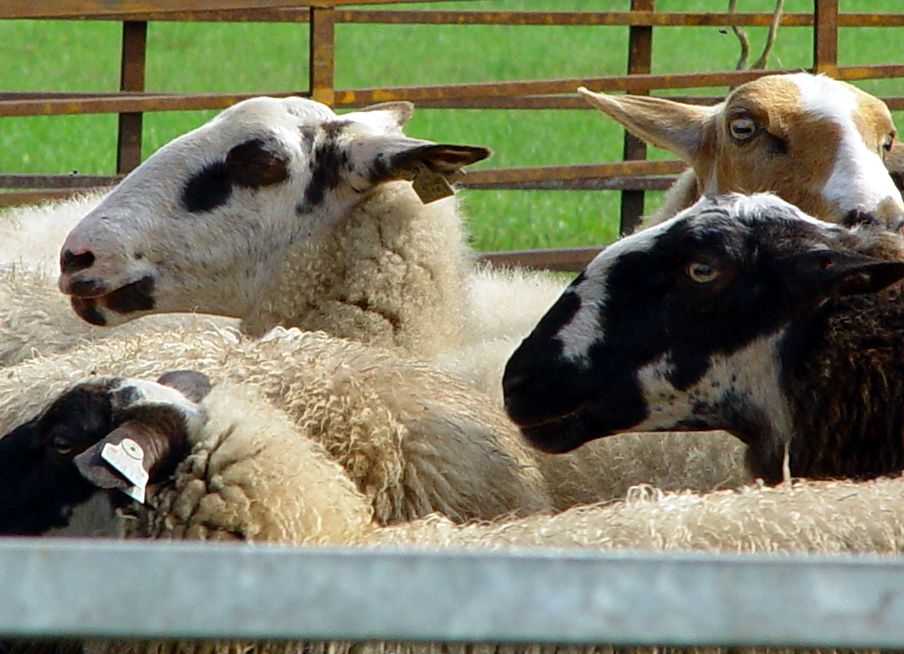
Schoonebeeker

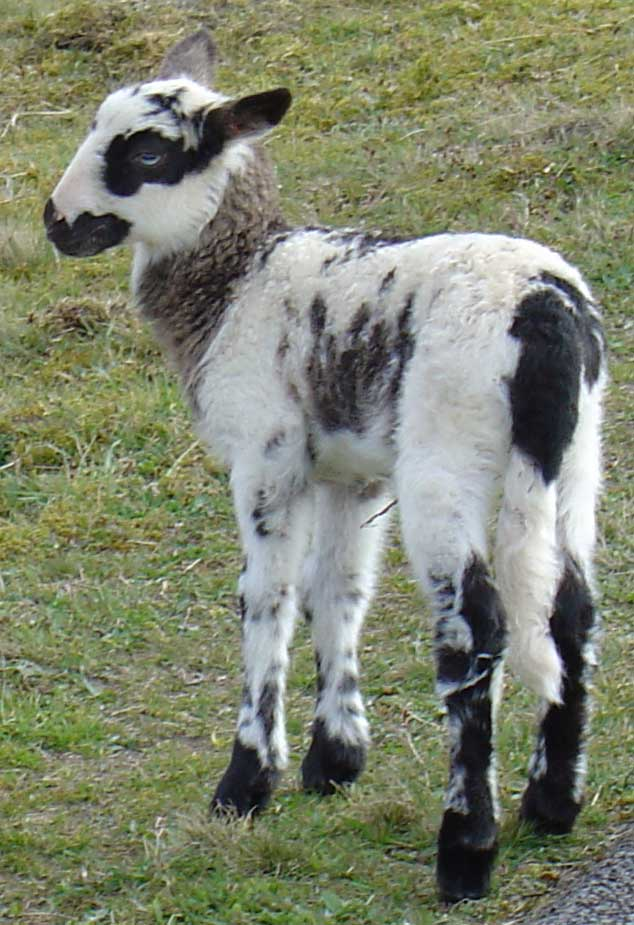
Lamm

Das Schoonebeeker Heideschaf (kurz auch Schoonebeeker) ist eine nach dem Ort Schoonebeek benannte Schafrasse. Es wird in den Niederlanden zusammen mit Milchschaf und Texelschaf zu den Weideschafen gerechnet.
Das Schoonebeeker ist ein sehr großes, hochbeiniges Schaf mit gestrecktem Rumpf. Es ist unbehornt und zeigt eine sog. „Römische Nase“. Die Ohren sind groß und hoch, stehen zur Seite und sind nach vorn gerichtet. Das weibliche Tier wird bis zu 50 kg schwer, der Bock bis 80 kg.